# Lonely (없구나)
"Lonely"는 대한민국의 음악 그룹 B1A4의 노래이다. 두 번째 정규앨범 Who Am I의 타이틀곡으로, 2014년 1월 13일에 발매됐다. 1번 트랙의 인트로가 끝나면 마치 한편의 스토리처럼 이어지며 이번 앨범의 타이틀곡 "Lonely"가 흘러 나온다. 이별 후에 아픔으로 다가오는 평범한 일상을 사실적인 가사로 아련하게 표현한 곡으로 진영이 작사·작곡한 곡이다. 잔잔한 브라스와 뮤트기타가 리드하는 R&B 힙합 장르로, 후반의 블루스 느낌의 전개가 인상적인 곡이다.